# Super Troopers 2
Super Troopers 2 è un film del 2018 diretto da Jay Chandrasekhar. Si tratta di un film commedia sequel del film Super Troopers del 2001, il film è stato scritto e interpretato dal team comico Broken Lizard, composto da Chandrasekhar, Kevin Heffernan, Steve Lemme, Paul Soter e Erik Stolhanske. La trama segue i Super Troopers chiamati a creare una nuova stazione di pattugliamento autostradale quando sorge una disputa sul confine internazionale tra gli Stati Uniti e il Canada.
Il film ha avuto un periodo di sviluppo travagliato in quanto gli studios erano scettici sul fatto che un sequel, prodotto oltre un decennio dopo l'originale, avrebbe trovato un pubblico. Dopo una campagna crowdfunding di successo, che ha prodotto 2 milioni di dollari di seed money in 24 ore (e 4.7 milioni di dollari complessivi), il film è stato approvato e le riprese principali sono iniziate nell'area del Massachusetts centrale il 23 ottobre 2015. Il film è stato distribuito negli Stati Uniti il 20 aprile 2018 dalla Fox Searchlight Pictures.

## Trama
Diversi anni dopo gli eventi del primo film, gli agenti sono stati licenziati dal dipartimento di polizia di Spurbury dopo aver portato Fred Savage in un viaggio che ha portato alla sua morte. Farva è ora supervisore di lavori di costruzione, con Mac e Rabbit che lavorano per lui. Thorny lavora nel settore forestale e Foster vive con la sua ragazza ed ex collega, il capo della polizia di Spurbury Ursula Hanson. Mac riceve una chiamata dal suo ex capo, il capitano O'Hagen, per radunare il gruppo e incontrarsi per una battuta di pesca in Canada.
Una volta che il gruppo arriva, scoprono che l'intenzione di O'Hagen era stata quella di incontrare il governatore del Vermont Jessman. Spiega che, durante una recente indagine fondiaria, si è scoperto che le terre del Canada erano originariamente destinate agli Stati Uniti. Il Canada ha accettato di consegnare il terreno e il governatore Jessman deve istituire un dipartimento di polizia che sostituisca la polizia reale canadese a cavallo della regione. Invita il gruppo a diventare nuovamente agenti, con la promessa che diventeranno ufficiali a tempo pieno se riusciranno in questo compito.
Ad un ricevimento per gli agenti di polizia, incontrano il sindaco della città, Guy Le Franc, i Canadian Mounties, che sostituiranno, e l'addetto culturale, Genevieve Aubois. Gli americani sono accolti male dai cittadini, che vogliono rimanere canadesi. Il giorno successivo, Foster e Mac accompagnano i Mounties nella loro pattuglia per incontrare i cittadini locali, le cose si mettono male quando vengono attaccati nello strip club di Le Franc. Nel frattempo Thorny e Rabbit hanno il compito di sostituire la segnaletica stradale metrica con le loro misure equivalenti a quelle degli Stati Uniti, mentre Farva viene assegnato come dispatcher.
Thorny e Rabbit incontrano diversi bambini sotto l'influenza della droga. Gli chiedono di condurli dove hanno trovato la droga e arrivano in una casa sul lago abbandonata dove trovano pillole non marcate e telefoni cellulari contraffatti. Il giorno dopo, i Canadian Mounties fanno uno scherzo agli agenti della polizia del Vermont liberando un orso nella loro stazione. Per rappresaglia, gli State Trooper rapiscono i Mounties e li liberano nei boschi. Poi indossano le loro uniformi e tentano di screditare le loro controparti canadesi facendo scherzi alle persone che accostano. Tuttavia i loro scherzi vengono interrotti quando Le Franc rivela che userà il grave crimine di impersonare un ufficiale per impedire che il territorio diventi americano.
Gli agenti, rendendosi conto che non avranno il loro lavoro dopo aver fallito in questo compito, intendono tornare in America. Durante aver fallito una fermata autostradale, Farva e Mac trovano un altro nascondiglio di pillole e telefoni cellulari, così come fucili d'assalto. Gli agenti si rendono conto che questi elementi sono tutti più preziosi negli Stati Uniti che in Canada e che qualcuno ha piazzato questi elementi intorno alla città in preparazione dello scambio con gli Stati Uniti, per evitare di dover attraversare il confine. Intanto alla stazione arriva Genevieve, che inizia a flirtare con Rabbit e i due iniziano a fare l’amore, per poi essere rapiti. Il resto dei State Troopers viene a conoscenza del rapimento di Rabbit rivedendo i filmati della sua videocamera nascosta e sospettano che siano coinvolti i Canadian Mounties.
Utilizzando la triangolazione dei telefoni cellulari sui telefoni contraffatti, gli agenti arrivano in una segheria dove incontrano i Mounties e si rendono conto che loro sospettavano che gli State Troopers fossero i contrabbandieri della droga. Guy Le Franc si rivela il leader dell'operazione di contrabbando, nonché responsabile del rapimento di Genevieve e Rabbit che ora si trovano legati a una tavola posta sulla sega. Genevieve si rivela essere un doppio agente che lavora per Le Franc e i gruppi vengono impegnati in una sparatoria. Gli State Troopers e i Mounties hanno successo nello scontro e riescono a salvare Rabbit. Le Franc e i suoi dipendenti vengono arrestati e Genevieve rivela che in realtà è Andrea Spooner, agente della polizia provinciale dell'Ontario che lavorava sotto copertura.
Il governatore Jessman arriva per congratularsi con gli ufficiali per il loro successo. Nel corso di una conferenza stampa, i Canadian Mounties si congratulano con i loro omologhi americani per i loro sforzi. Il governatore Jessman annuncia che, a causa del contrabbando nascosto, il territorio rimarrà per il momento sotto il controllo canadese, facendo sì che gli ufficiali di entrambe le nazioni si insultino a vicenda e ricomincino a litigare di nuovo.
In una scena a metà dei titoli di coda, vengono mostrate le riprese di un body-cam della sfortunata corsa insieme a Fred Savage. Gli agenti di polizia sono stati chiamati per salvare un gatto da un albero. Dopo che Fred Savage viene a sapere che il loro lavoro li porta a chiamare i vigili del fuoco per il salvataggio, inizia a scalare l'albero per salvare il gatto stesso. Cade dall'albero e riesce ad atterrare in sicurezza, per poi essere colpito e ucciso dal camion dei pompieri che arriva.
In una scena dopo i titoli di coda, Farva mescola il suo dito mignolo in un frullato e lo beve direttamente dal frullatore, il risultato di aver perso una scommessa con Rabbit durante il film.

## Personaggi
- Arcot “Thorny” Ramathorn, un agente veterano della polizia di stato del Vermont dove è il secondo al comando della sua caserma
- Carl Foster, è uno dei Super Troopers ed è quello che probabilmente è il più calmo e riservato del dipartimento
- MacIntyre “Mac” Womack, è uno dei Super Troopers ed è quello che ama maggiormente fare scherzi
- Robbie “Rabbit” Roto, è uno dei State Troopers ed è quello appena arrivato
- Rodney “Rod” Farva, è uno dei State Troopers. Il suo ruolo è quello del radiotelegrafista, è arrogante, odioso e la maggior parte del tempo è di cattivo umore
- Capitano John O'Hagen, è il comandante della caserma della polizia del Vermont
- Ursula Hanson, è la comandante della polizia di Spurbury e ragazza di Foster
- Genevieve Aubois / Andrea Spooner, è una addetta culturale franco-canadese focalizzata sulle relazioni con gli Stati Uniti, in seguito si rivela essere un agente sotto copertura della polizia provinciale dell'Ontario
- Guy “The Halifax Explosion” Le Franc, è un ex giocatore di hockey dei Montreal Canadiens e attuale sindaco di una città di confine canadese in Quebec
- Jessman, è la governatrice del Vermont
- Christophe Bellefuille, è uno dei Canadian Mountie patriotticamente sciovinista
- Roger Archambault, è uno dei Canadian Mountie
- Henri Podien, è il leader dei Canadian Mountie ed è quello più calmo e riservato
- Wagner, è un agente di polizia
- Callaghan, è un agente di polizia
- Lonnie Laloush, è un odioso direttore d'ufficio
- Larry Johnson, è un pedone in corsa dal primo film
- Charles Lloyd, è un ufficiale di frontiera tra il Canada e gli Stati Uniti
- Fred Savage

## Produzione

### Regia
Il 24 marzo 2015, Broken Lizard ha annunciato di aver ricevuto il permesso di girare il sequel, ma di dover trovare da soli i fondi per la produzione. A causa di questo requisito, Broken Lizard ha avviato una campagna di crowdfunding su Indiegogo, chiedendo contributi per 2 milioni di dollari. Per la campagna Broken Lizard ha collaborato con Fandango per offrire biglietti per il film come potenziale ricompensa per il sostegno. Broken Lizard ha fatto notare che hanno preso questa decisione dopo aver visto che molti altri film finanziati dal crowdfunded hanno lasciato i sostenitori che si sentivano "derubati" perché non hanno offerto loro alcun compenso finanziario per vedere il film in un cinema.
Appena 14 ore dopo l'apertura della raccolta fondi, Broken Lizard Industries aveva raccolto oltre il 73% dei fondi necessari (1459446 $). L'obiettivo di finanziamento di 2000000000 $ è stato raggiunto appena 26 ore dopo l'apertura della finestra e i contributi hanno continuato ad essere aggiunti con costanza. Grandi vantaggi sono stati offerti come incentivi per ottenere questo finanziamento, tra cui biglietti per un vero e proprio beerfest a Chicago, un titolo di produttore nei crediti (10000 $), un "regista" (12500 $), un ruolo di attore parlante (10000 $), un viaggio al campo da ballo con i cinque attori principali (15000 $) e anche la macchina di pattuglia che sarà utilizzata per le riprese del film (35000 $), tutti venduti entro 12 ore dall’inizio della raccolta. Questo progetto è anche, a partire dal marzo 2016, al numero 38 nella lista dei progetti di crowdfunding più finanziati ed è il 7° progetto Indiegogo completato con successo; la sua campagna è stata completata il 24 aprile. La campagna ha raccolto 4.7 milioni di dollari per il film e Fox Searchlight Pictures doveva solo pubblicare il film.

### Sceneggiatura
Inizialmente, come rivelato nel Comic-Con di San Diego del 2006, il seguito di Super Troopers doveva essere un prequel che si svolgeva negli anni settanta seguendo i padri dei personaggi principali del film originale. Jay Chandrasekhar ha poi comunicato a Rotten Tomatoes, “Lo scherzo è che faremo Super Troopers '76, ambientato durante il Bicentenario. […] Avremo un po' di capelli e baffi più lisci […] Potremmo farlo, non lo so. Quel film ha un posto speciale nel cuore di molte persone, quindi tutto quello che possiamo fare è rovinare tutto".
Tuttavia, in un'intervista del gennaio 2009 con MovieWeb, Paul Soter e Jay Chandrasekhar hanno rivelato che il film sarebbe stato un sequel. Chandrasekhar ha dichiarato: "Raccogliamo la storia essenzialmente da dove la abbiamo lasciata. Forse circa tre mesi dopo. Lavoriamo tutti sotto copertura per l'industria del legname. Quello che è successo è che ci sono tutti questi ecoterroristi che stanno cercando di far saltare in aria le segherie. E noi siamo lì a lavorare come sicurezza". Soter ha aggiunto a questo: "Il quadro generale è che siamo al confine canadese. E in realtà, quello che è successo è che il governo ha trovato luoghi dove i marcatori erano spenti o sbagliati. E ci sono queste aree di terra che si pensava fossero il Canada, ma che in realtà fanno parte degli Stati Uniti. Siamo arruolati per pattugliare quest'area che si è sempre pensato fosse suolo canadese. Ma no, in realtà sono gli Stati Uniti. Siamo arruolati perché devono mandare qualcuno per aiutarci a farne parte del territorio statunitense. Ci reclutano per essere le pattuglie della Highway Patrolmen lì. E siamo circondati da tutta questa gente canadese che non è contenta di questo. Dobbiamo essenzialmente imporre la legge statunitense a un gruppo di canadesi che non ne sono affatto contenti".
Nel novembre 2009, Broken Lizard ha rivelato che avevano finito tre bozze della sceneggiatura del sequel e che i finanziatori indipendenti avevano accettato di finanziare il film. Hanno anche rivelato che il personaggio del capitano O'Hagan era parte della sceneggiatura e che l'attore Brian Cox aveva intenzione di tornare a recitare in quel ruolo.

### Cast
- Jay Chandrasekhar, nel ruolo dell’agente Arcot "Thorny" Ramathorn[9]
- Paul Soter, nel ruolo dell’agente Carl Foster[9]
- Steve Lemme, nel ruolo dell’agente MacIntyre "Mac" Womack[9]
- Erik Stolhanske, nel ruolo dell’agente Robbie Robbie "Rabbit" Roto[9]
- Kevin Heffernan, nel ruolo dell’agente Rodney Rodney "Rod" Farva[9]
- Brian Cox, nel ruolo del capitano John O'Hagen[9]
- Marisa Coughlan, nel ruolo del capitano Ursula Hansen[9]
- Emmanuelle Chriqui, nel ruolo di Genevieve Aubois / Andrea Spooner[14]
- Rob Lowe, nel ruolo di come Guy "The Halifax Explosion" Le Franc[14]
- Lynda Carter, nel ruolo del governatore del Vermont Jessman[14]
- Tyler Labine, nel ruolo del sergente Christophe Bellefuille[14]
- Will Sasso, nel ruolo del sergente maggiore Roger Archambault[14]
- Hayes MacArthur, nel ruolo del sergente maggiore Henri Podien[14]
- Damon Wayans Jr. nel ruolo dell’agente Wagner[14]
- Seann William Scott, nel ruolo dell’agente Callaghan[14]
- Paul Walter Hauser, nel ruolo di Lonnie Laloush[14]
- Jim Gaffigan, nel ruolo di Larry Johnson[14]
- Bruce McCulloch, nel ruolo di Charles Lloyd[14]
- Fred Savage, nel ruolo di se stesso[14]
- Jimmy Tatro, nel ruolo di Lance Stonebreaker[14]
- Clifton Collins Jr., nel ruolo dell’autista di autobus[14]

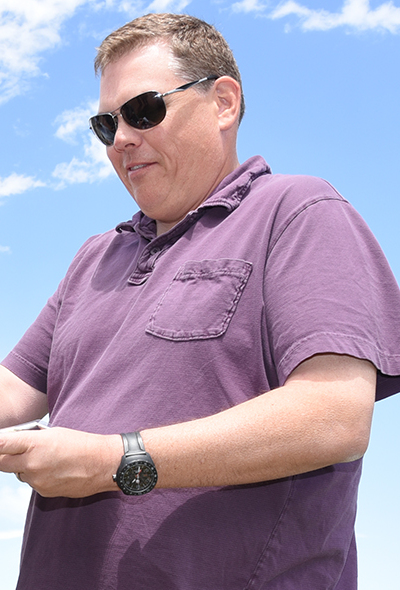
Steve Lemme
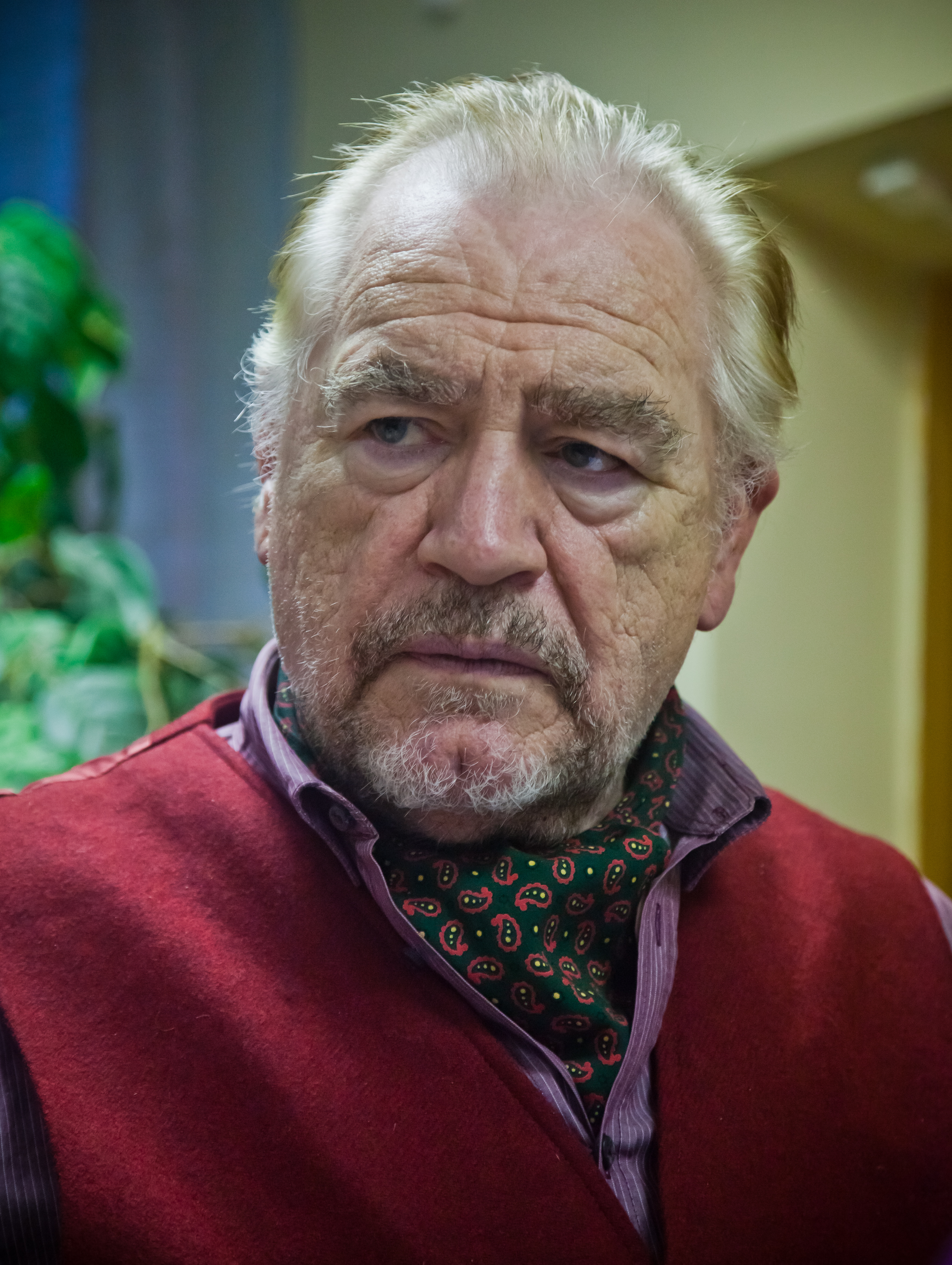
Brian Cox
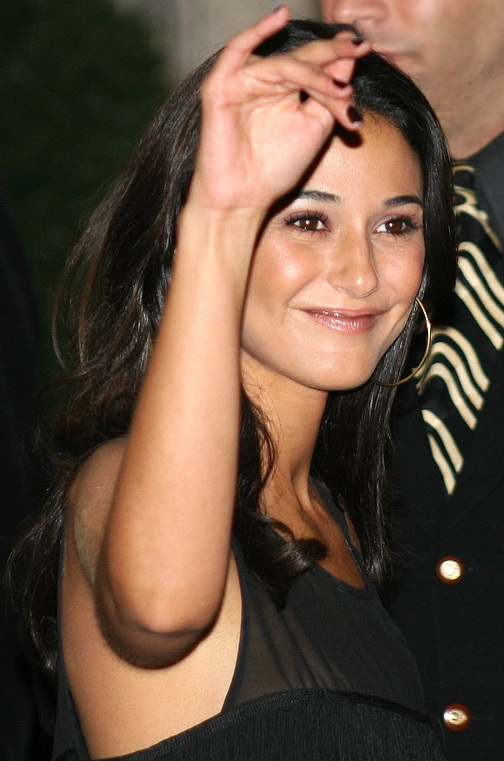
Emmanuelle Chriqui
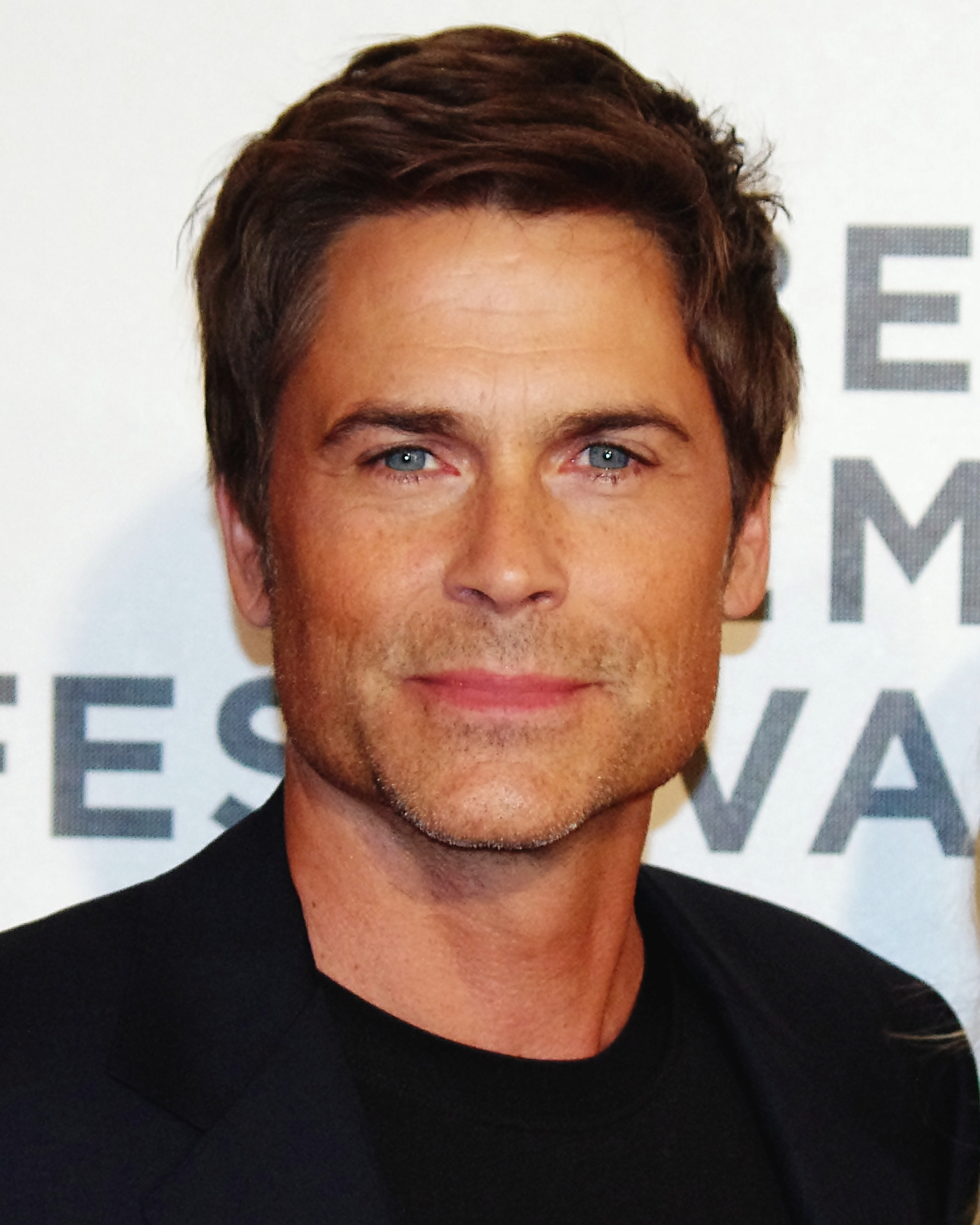
Rob Lowe
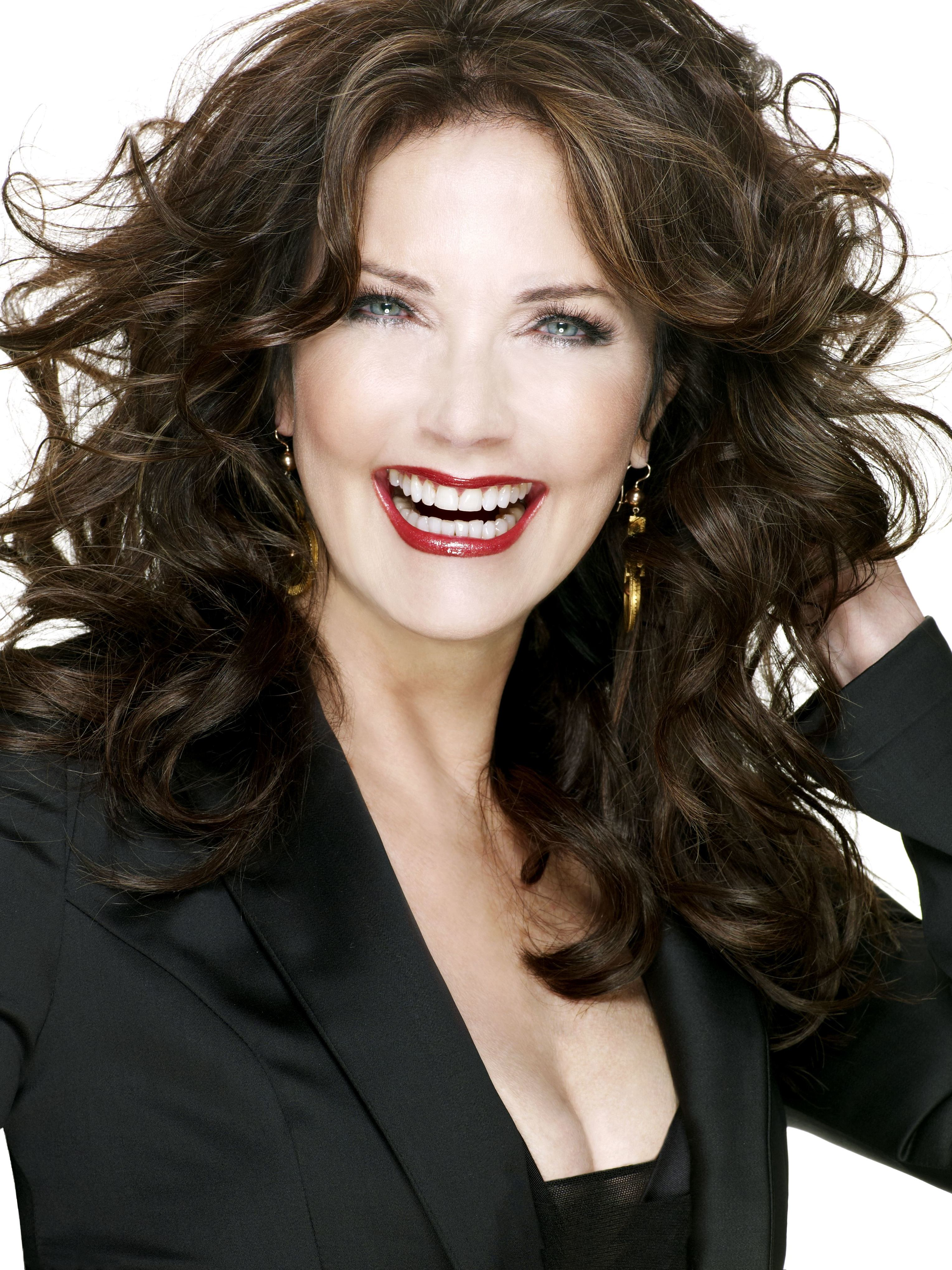
Lynda Carter
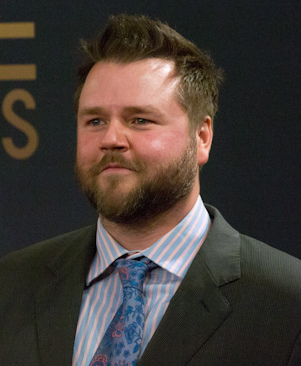
Tyler Labine
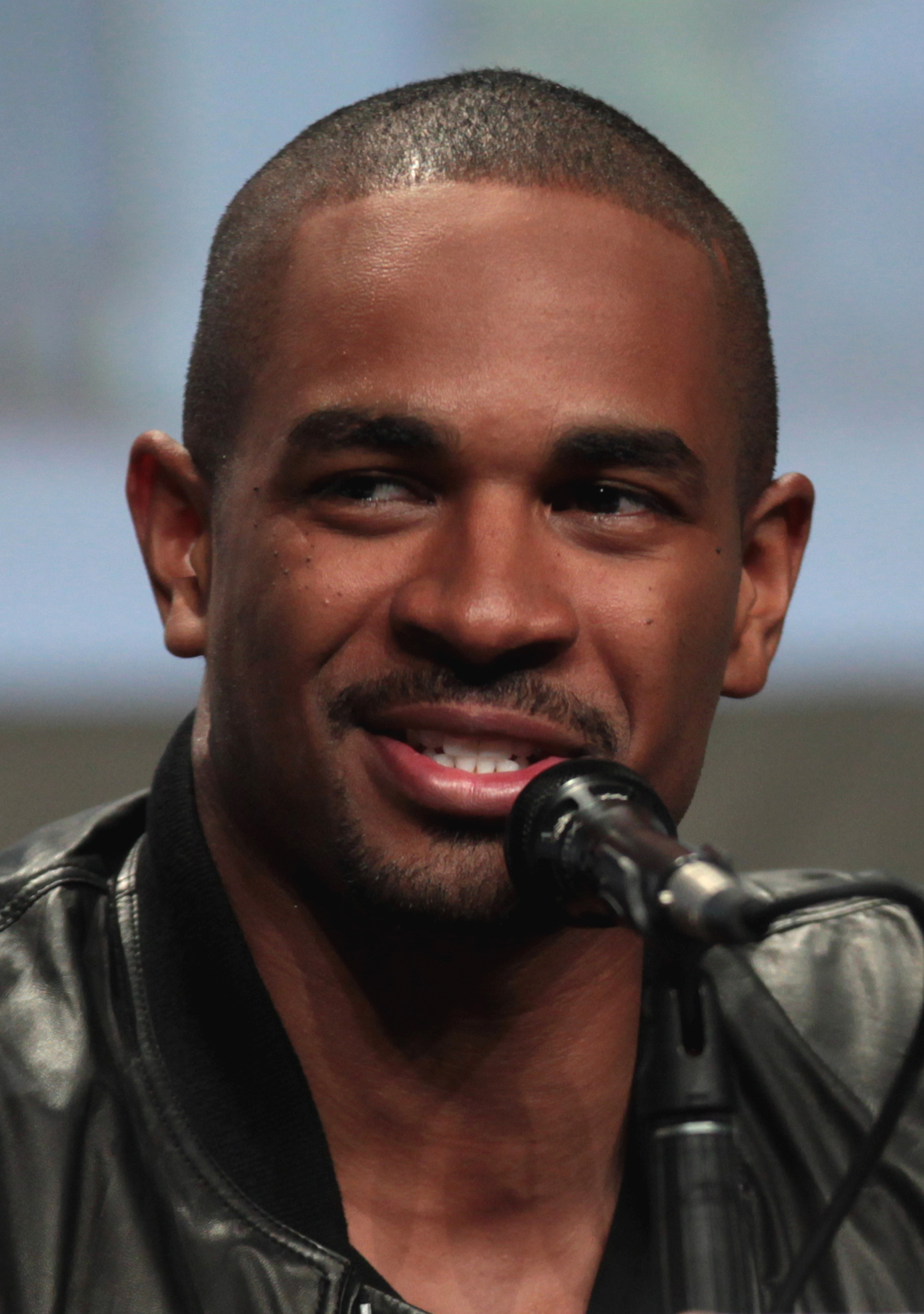
Damon Wayans Jr.
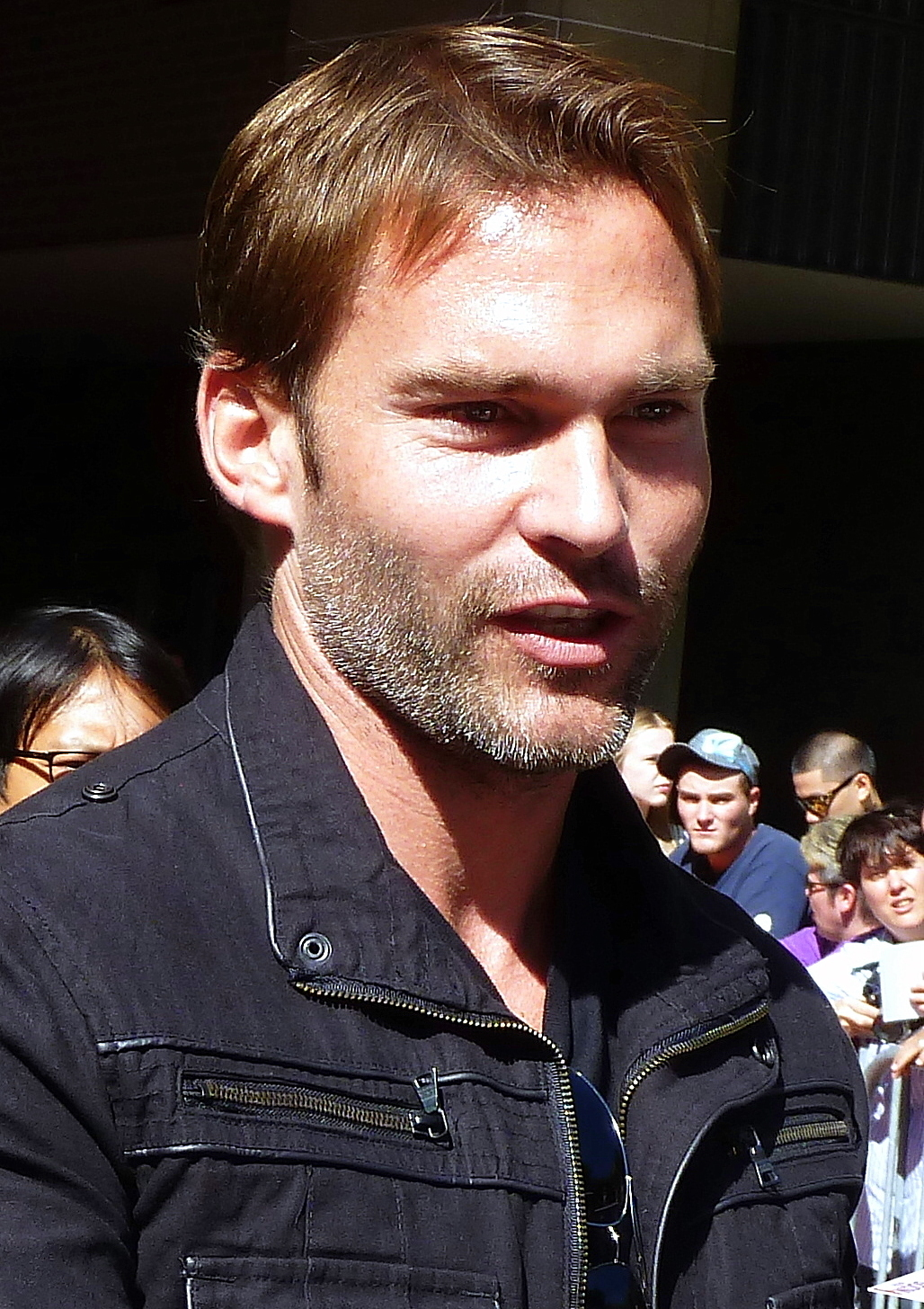
Seann William Scott
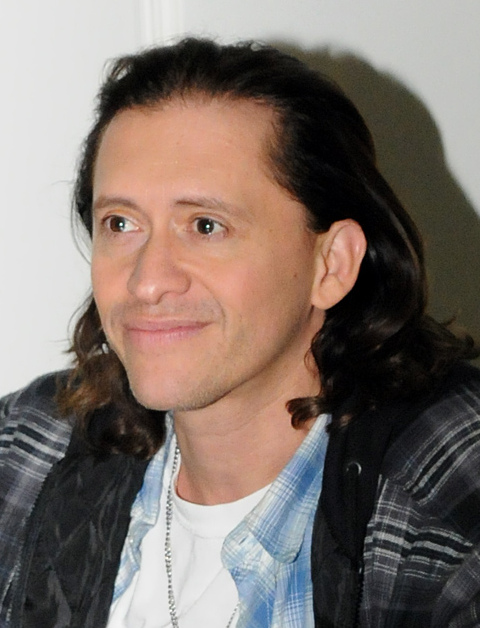
Clifton Collins Jr.

### Riprese
Oltre ai 4.7 milioni di dollari raccolti, Chandrasekhar è stato in grado di raccogliere altri 8 milioni di dollari da finanziamenti privati, ricevendo anche un rimborso fiscale di 2.8 milioni di dollari dal Massachusetts, portando l'intero budget di produzione del film a 13.5 milioni di dollari. Le riprese principali del film sono iniziate nella zona di Ware il 23 ottobre 2015. In un episodio di Funemployment Radio il 26 maggio 2016, Jay Chandrasekhar ha confermato che era stato girato un piccolo segmento di prova del film. Nel settembre 2016, è stato annunciato che Emmanuelle Chriqui, Tyler Labine, Lynda Carter, Rob Lowe, Will Sasso e Hayes MacArthur si erano uniti al cast.
Il 2 agosto 2017, Broken Lizard ha annunciato, attraverso il loro sito web, di aver terminato la post-produzione del film.

## Colonna sonora
La colonna sonora del film è stata composta dagli Eagles of Death Metal.

### Album
L’album è stato pubblicato dalla Universal Music Group il 20 aprile 2018 con il titolo Super Troopers 2 (Original Motion Pictures Soundtrack).

#### Tracce[25][26]
1. Cast di Super Troopers 2 – Tooth Fairy – 0:10
2. Blinded By the Light – 4:34
3. Got the Power – 3:27
4. Cast di Super Troopers 2 – Litre of Cola – 0:22
5. Natural Child – Saturday Night Blues – 4:10
6. Cast di Super Troopers 2 – Caulk – 0:19
7. Folk Uke – Shit Makes the Flowers Grow – 2:52
8. Dog Trumpet – Penal Colony – 3:32
9. Cast di Super Troopers 2 – Fruit Gum – 0:15
10. Steak – Big Bear – 2:39
11. Naked Giants – Easy Eating – 2:38
12. Cast di Super Troopers 2 – Fuck a Moose – 0:14
13. Shasta Beast – 2:26
14. Cast di Super Troopers 2 – French Excerpt – 0:09
15. The Sheepdogs – Baby, I Won't Do You No Harm – 1:15
16. Cast di Super Troopers 2 – 80Kmh – 0:09
17. Who Are Those Guys – If You Ain't Got the Money – 4:25
18. Charlie Patton’s War – Lyin' – 3:48
19. Complexity – 2:43
20. Blackout Party – All My Friends – 4:41
21. Secret Plans – 2:22
22. Cast di Super Troopers 2 – Wham – 0:15

## Distribuzione
Super Troopers 2 è stato pubblicato da Fox Searchlight Pictures il 20 aprile 2018 negli Stati Uniti d'America, più di 17 anni dopo l'anteprima del film originale.
In Italia è stato pubblicato da 20th Century Fox il 12 luglio 2018.

### Data di uscita
Le date di uscita nel corso del 2018 sono state:
- 19 aprile 2018 negli Australia
- 20 aprile 2018 in Canada (Superpatrouille 2), Estonia e negli Stati Uniti
- 4 maggio 2018 in Bulgaria (Супер патрул 2) e Spagna (Supermadores 2)
- 15 giugno 2018 in Irlanda, Regno Unito e Sudafrica
- 12 luglio 2018 in Germania e Italia
- 15 ottobre 2018 in Danimarca
- 3 maggio 2019 in Svezia

### Divieti
Il film ha avuto diverse etichetti di divieto alla visione, tra cui:
- N – 15 (classificazione CNC), vietato ai minori di 16 anni in Romania
- vietato ai minori di 16 (classificazione ICAA) in Spagna
- R (classificazione MPAA), vietato ai minori di 17 anni negli Stati Uniti[29]
- Categoria IV (classificazione NMHH), vietato ai minori di 16 anni in Ungheria

### Edizioni home video
Il 17 luglio 2018 è stata pubblicata una versione estesa del film in DVD e Blu-Ray da 20th Century Fox in lingua inglese, francese e spagnolo. Il disco conteneva scene estese e scene tagliate, trailer cinematografico, il making of e un'intervista a Kevin Heffernan.
Nella stessa data è stato pubblicato, da 20th Century Fox, un cofanetto in DVD e Blu-Ray contenente i due film, Super Troopers e Super Troopers 2.
Le versioni in DVD e Blu-Ray sono state pubblicate da Fox Searchlight Pictures il 24 luglio 2018 in lingua inglese, francese e spagnolo.

## Accoglienza

### Incassi
Negli Stati Uniti e in Canada, Super Troopers 2 è stato distribuito insieme a Come ti divento bella! e Traffik - In trappola, inizialmente erano previsti incassi per circa 6 milioni di dollari da 2 038 cinema nella settimana di debutto. Tuttavia, dopo aver guadagnato 7.9 milioni di dollari nel suo primo giorno di proiezioni (compresi 1.35 milioni di dollari dalle anteprime del giovedì sera), le stime del weekend sono state portate a 16 milioni di dollari. Gli incassi sono saliti fino a $15.2 milioni, finendo quarto dietro A Quiet Place - Un posto tranquillo, Rampage - Furia animale e Come ti divento bella!, raggiungendo quasi i 18.5 milioni di dollari incassati dal film originale. Nella seconda settimana gli incassi sono scesi del 76%, incassando solo 3.6 milioni di dollari, finendo sesto.

### Critica
Sul sito web Rotten Tomatoes, aggregatore di recensioni, il film ha una valutazione di approvazione del 31% sulla base di 80 recensioni, con una valutazione media di 4.4/10. Su Metacritic, il film ha un punteggio medio ponderato di 41 su 100, basato su 29 critici, che indica "recensioni miste o medie". Il pubblico intervistato da CinemaScore ha dato al film un voto medio di "B+" su una scala da A+ a F.
Owen Gleiberman di Variety ha detto che le battute nel film sembrano "ancora più mute di quanto non lo abbiamo fatto la prima volta" e ha scritto: "Super Troopers 2" è una commedia aggressiva, sciatta e squallida, piena di personaggi di cartone e di battute impertinenti che sembrano pericolose come le vecchie routine del vaudeville".
Al contrario, il The New York Times ha definito il film un NYT Critic's Pick, con il recensore Glenn Kenny che lo definisce "molto divertente", aggiungendo che "non manca quasi mai di divertirsi [...]".

## Riconoscimenti
| - 2018 – Golden Trailer Awards - Vincitore del Best Comedy Poster a Fox Searchlight Pictures - Vincitore del Best Trailerbyte for a Feature Film a Fox Searchlight Pictures - Candidato al Best Teaser Poster a Fox Searchlight Pictures | - 2019 – Golden Trailer Awards - Candidato al Best Radio/Audio Spot |

## Sequel
Il regista di Super Troopers 2, Jay Chandrasekhar, ha dichiarato che un secondo sequel era possibile. Il 21 luglio 2018 ha annunciato il titolo, Super Troopers 3: Winter Soldiers, e che hanno iniziato a scrivere la sceneggiatura.